# Distenorrhinus ocularis
Distenorrhinus ocularis is een keversoort uit de familie bastaardsnuitkevers (Nemonychidae). De wetenschappelijke naam van de soort werd in 2006 gepubliceerd door Soriano, Gratshev & Delclòs.